# Казанка (Фёдоровский район)
Казанка (баш. Казанка) — деревня в Федоровском районе Республики Башкортостан Российской Федерации. Входит в состав Теняевского сельсовета. 

## География

### Географическое положение
Расстояние до:
- районного центра (Фёдоровка): 22 км,
- центра сельсовета (Теняево): 15 км,
- ближайшей ж/д станции (Мелеуз): 82 км.

## Население
| 2002 | 2009 | 2010 |
| ---- | ---- | ---- |
| 13   | →13  | ↘2   |

Национальный состав
Согласно переписи 2002 года, преобладающая национальность — чуваши (100 %).